# Vårskönor
Vårskönor (Claytonia) är ett släkte av källörtsväxter. Enligt Catalogue of Life ingår Vårskönor i familjen källörtsväxter, men enligt Dyntaxa är tillhörigheten istället familjen källörtsväxter.

## Bildgalleri

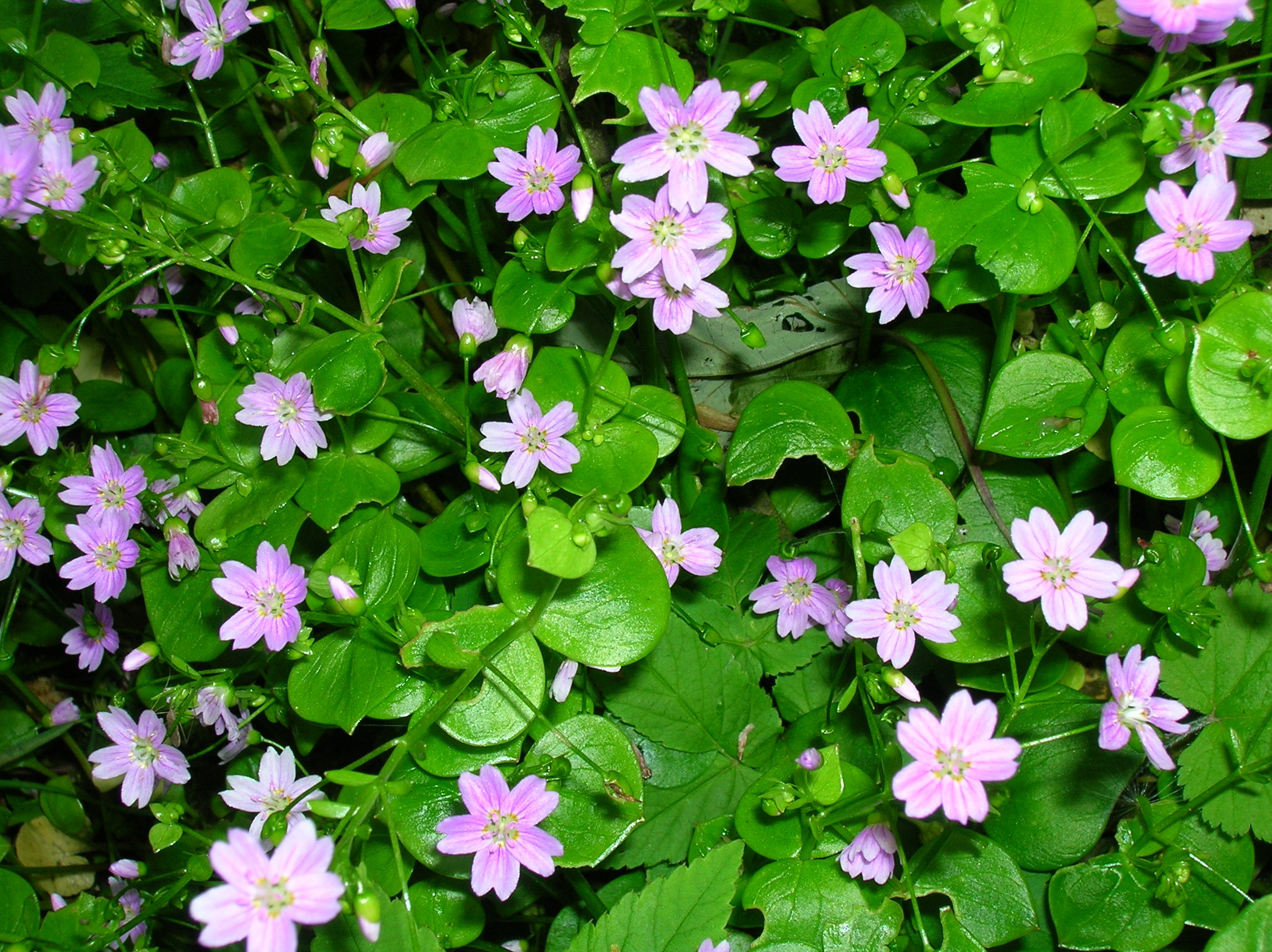
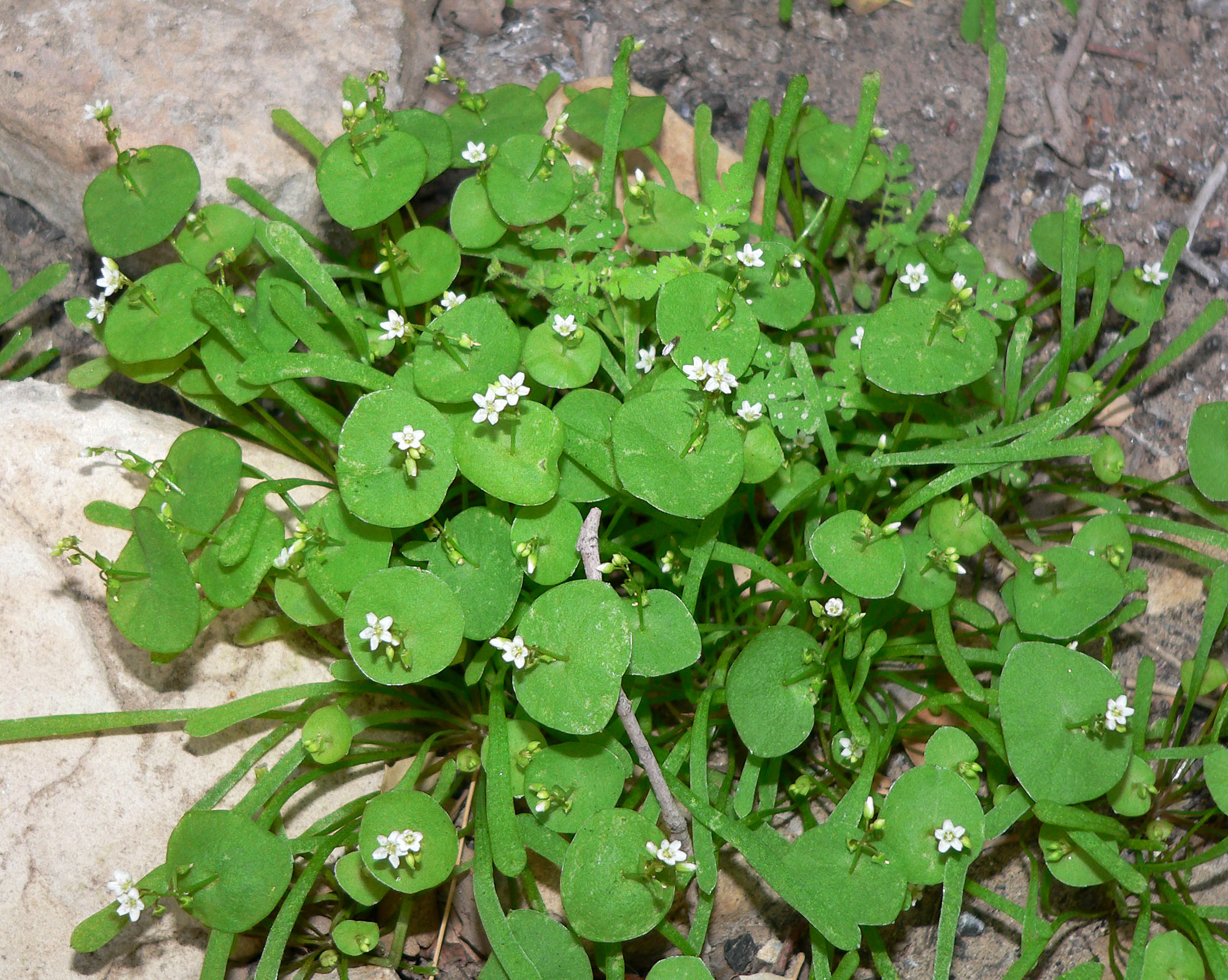
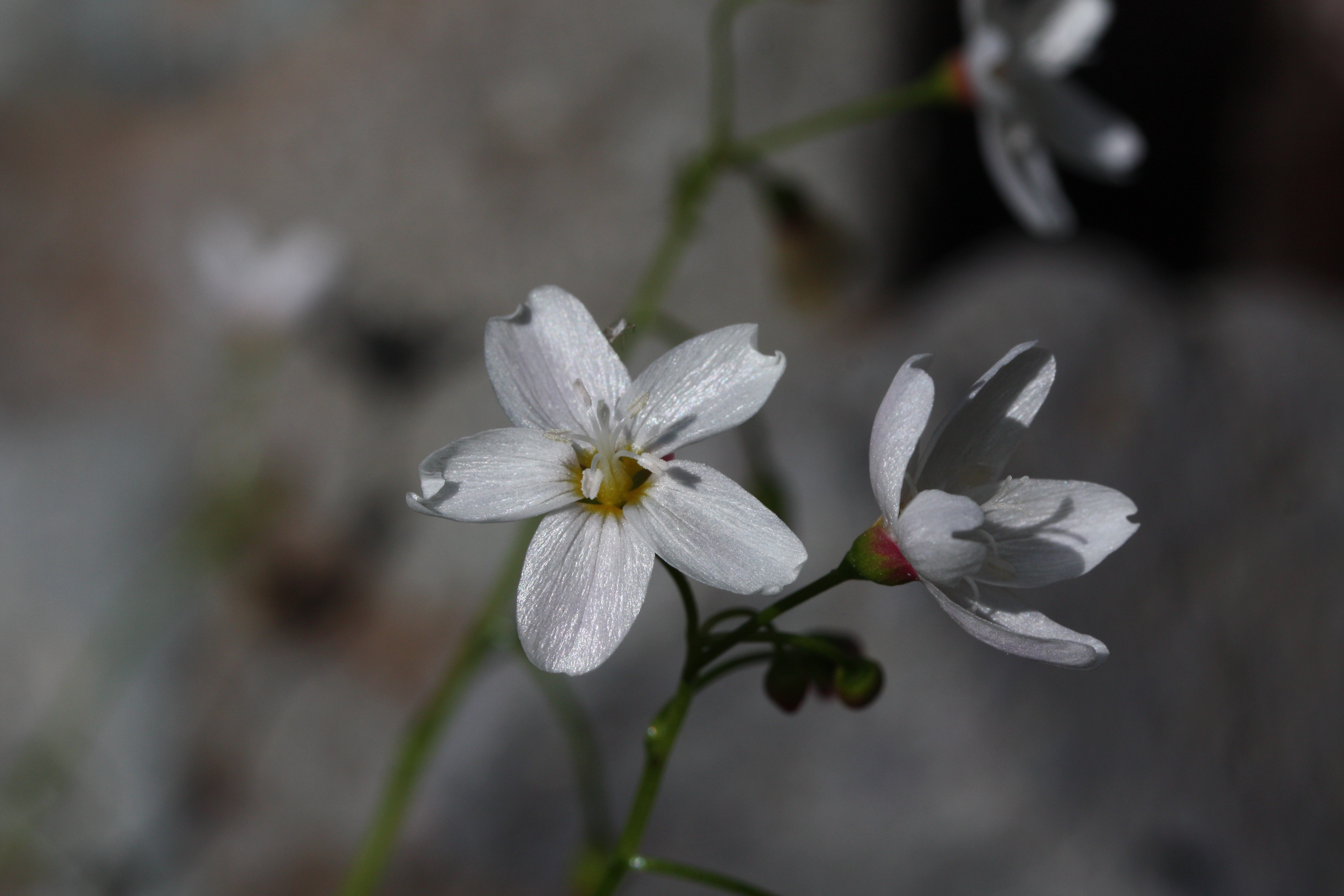
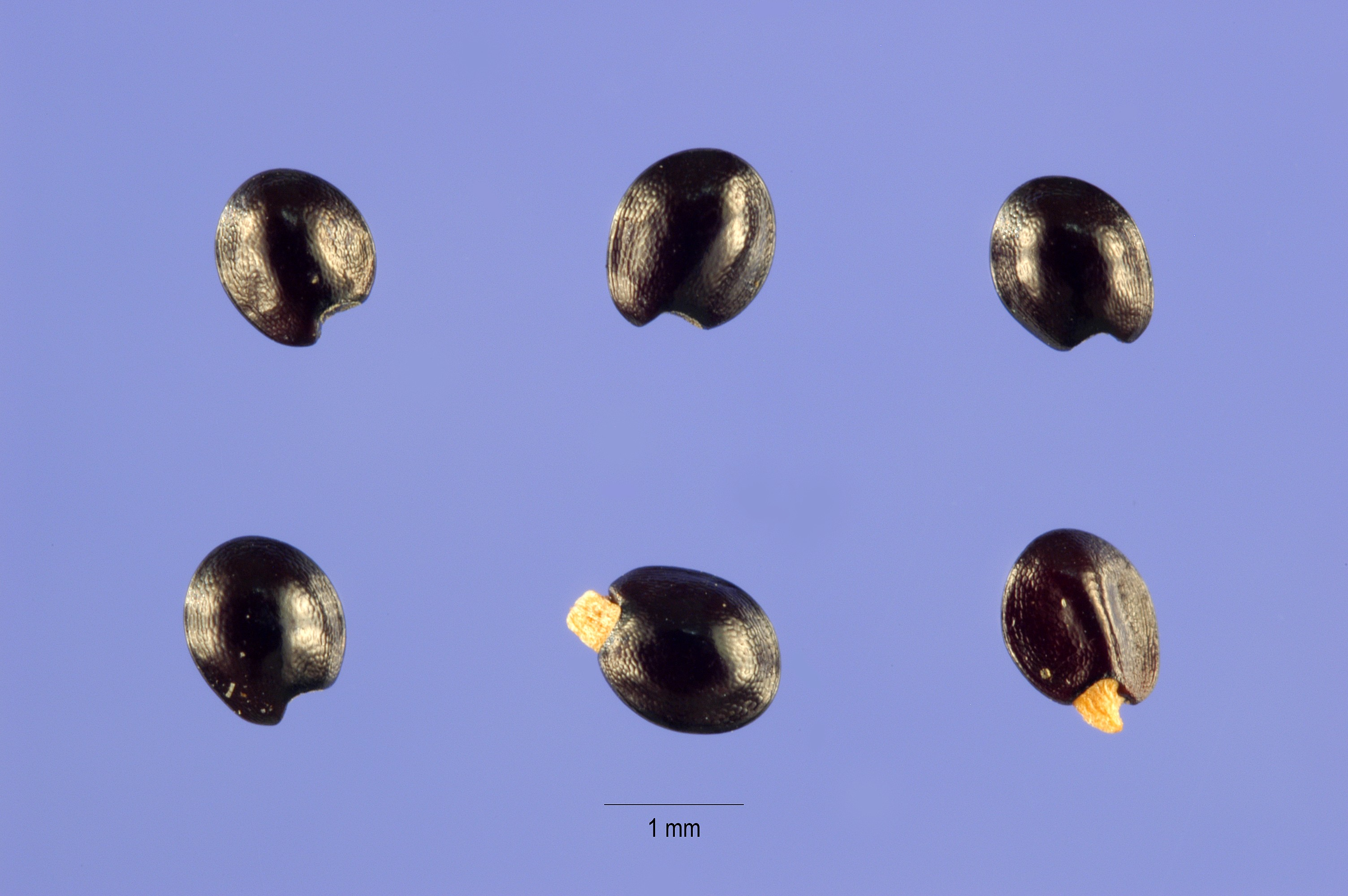
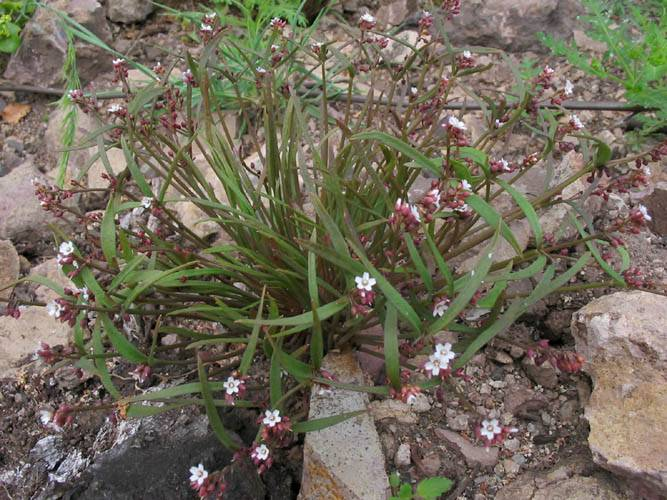
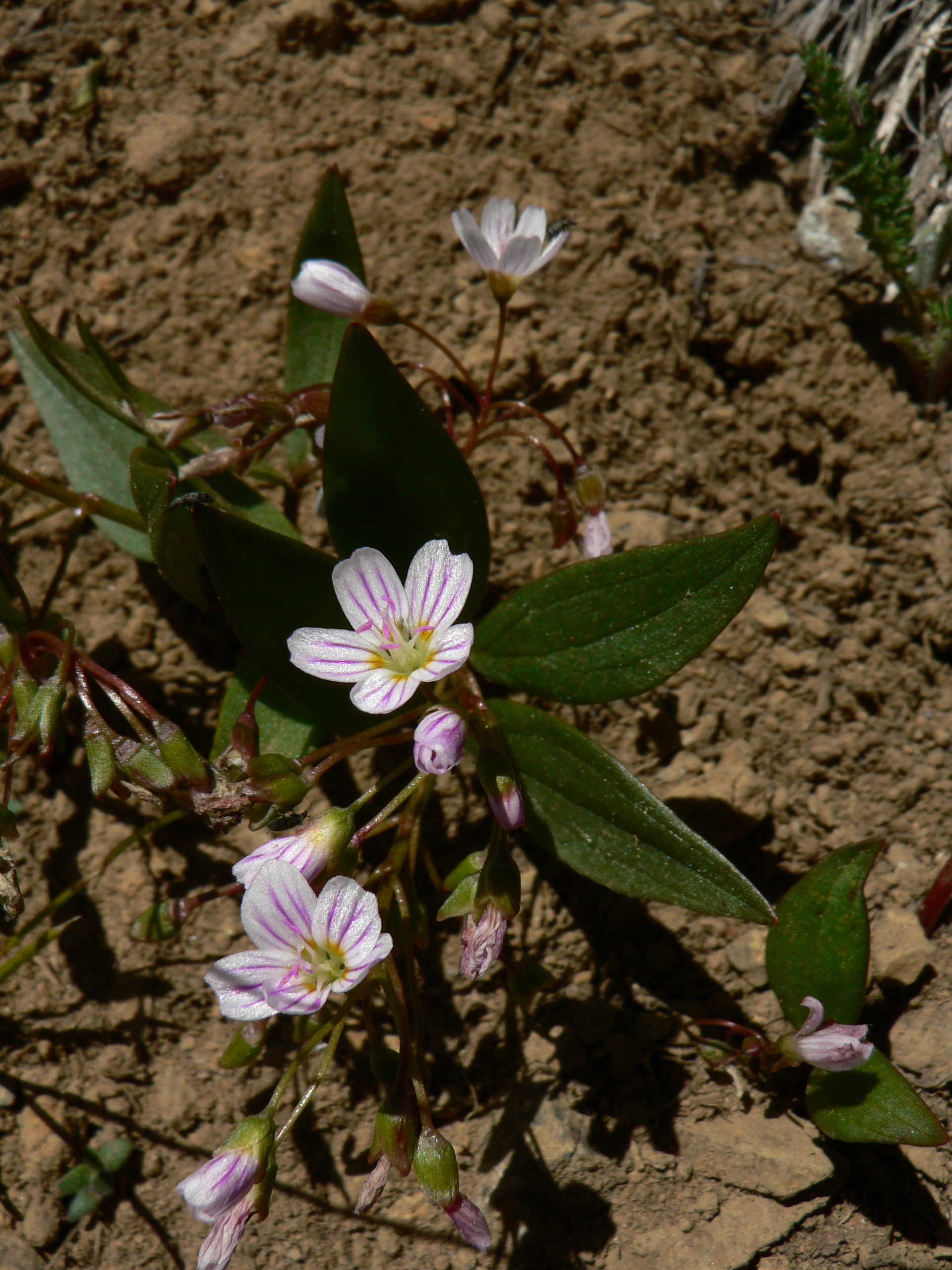

## Dottertaxa till Vårskönor, i alfabetisk ordning[1][2]
- Claytonia acutifolia
- Claytonia arctica
- Claytonia arenicola
- Claytonia arkansana
- Claytonia caroliniana
- Claytonia cordifolia
- Claytonia exigua
- Claytonia flava
- Claytonia gypsophiloides
- Claytonia heterophylla
- Claytonia joanneana
- Claytonia lanceolata
- Claytonia megarhiza
- Claytonia multiscapa
- Claytonia nevadensis
- Claytonia ogilviensis
- Claytonia ozarkensis
- Claytonia palustris
- Claytonia parviflora
- Claytonia perfoliata
- Claytonia rosea
- Claytonia rubra
- Claytonia sarmentosa
- Claytonia saxosa
- Claytonia scammaniana
- Claytonia sibirica
- Claytonia soczaviana
- Claytonia tuberosa
- Claytonia udokanica
- Claytonia umbellata
- Claytonia washingtoniana
- Claytonia virginica